# 贝米钱包
贝米钱包是中華人民共和國歷史上的一個互聯網中短期理财服务提供商，成立于2014年，运营平台为上海贝涛金融信息服务有限公司。贝米钱包自然人股东是崔炜、姚坤杰，股份比例分别为70%和30%，同時姚坤杰兼任貝米錢包CEO。贝米钱包成立後获得源码资本的千万级的A轮投资，同時罗振宇、吴晓波等人也多次站台推广贝米钱包。自2015年3月至2018年7月，贝米钱包向19万余名投资人吸收资金共计人民币303亿余元。资金主要来自于主权财富基金、慈善基金、养老基金、母基金、家族基金、国家级引导基金、大型央企等。這些资金用于对外借贷、股票投资、兑付本息、公司运营等各种用途。截至2018年7月，贝米钱包管理7.5亿美金、30亿人民币，尚未兑付投资人本金共计41亿余元。
2018年7月13日，上海市公安局徐汇分局于对上海贝涛金融信息服务有限公司涉嫌非法吸收公众存款罪立案侦查。贝米钱包CEO姚坤杰等5人被采取刑事强制措施。公安机关委托司法审计机构对上海贝涛金融信息服务有限公司运营数据进行司法审计，並讓贝米钱包投资受损群众至公安机关经侦部门登记、报案。
2020年12月3日，上海市徐汇区人民法院一审宣判崔炜、姚坤杰、李郛、徐谦、魏艳洁等5名前貝米錢包高管有期徒刑五年至九年六个月不等刑罚，并处30万至50万元不等罚金。截止當時，姚坤杰、李郛、徐谦、魏艳洁累计退出金额分别为30万元、11.5万元、60万元、102万元。
2021年6月1日，贝米钱包案件投资受损人信息核对平台上线。2021年7月28日，上海市徐汇区人民法院表示共追回貝米錢包投资人投資款項9亿余元，徐汇法院决定于2021年9月1日起将已经追缴到账的投资款先行予以发还。